# La Rappresentante di Lista
La Rappresentante di Lista (en français : La Représentante de la Liste), connu également sous l'acronyme LRDL, est un groupe de musique italien formé en 2011 à Palerme par Veronica Lucchesi et Dario Mangiaracina.
Le groupe participe au Festival de Sanremo en 2021 avec Amare, et en 2022 avec Ciao Ciao.

## Discographie

### Albums
- 2014 : (per la) Via di casa
- 2015 : Bu Bu Sad
- 2018 : Go Go Diva
- 2021 : My Mamma
- 2024 : Giorni Felici

### Singles
- 2021 : Amare
- 2022 : Ciao ciao